# Rood (Marco Borsato)
Rood is een nummer van Marco Borsato. In Nederland was het Borsato's tiende nummer 1-hit en zijn vijfde achtereenvolgende. De achtste week dat de single op nummer 1 stond had Borsato in zijn carrière in totaal 1 jaar (52 weken) de Nederlandse Top 40 aangevoerd. Het is pas de derde plaat in de geschiedenis van de Top 40 die elf weken of meer op 1 stond. In Nederland en Vlaanderen werd het de best verkochte plaat van het jaar 2006. De jaarlijsten van de Mega Top 50 en de Single Top 100 hadden Rood op het eind van 2006 op nummer 1 staan. In de jaarlijst van Nederlandse Top 40 stond Rood op nummer 2, achter La camisa negra van Juanes.

## Compositie
Het lied bestaat uit verschillende stukken met elk een ander genre. Zo is het begin in de vorm van een ballad, onderbroken door een up-tempo stuk met een symfonieorkest. De hierop volgende refreinen en coupletten bevatten trance-invloeden. Halverwege wordt dit afgebroken door riverdance-muziek en vervolgens een rustiger gedeelte met kerkorgelklanken. In een uitgebreidere versie van het lied op de single volgen nog enkele minuten met instrumentale jazzmuziek. De Taalprof publiceerde een taalkundige analyse van het refrein van het lied onder de titel 'De flipperkast van Marco Borsato'.
Er volgde enigszins kritiek op het nummer omdat de pianomelodie te veel zou lijken op Crime of the Century van Supertramp. Verder werd er ook een vergelijking getrokken met de soundtrack van Band of Brothers door Michael Kamen.

## Hitlijsten
In de Single Top 100 kwam Rood binnen op de eerste plaats; in Vlaanderen steeg de single in de tweede week door naar nummer 1. Na zeven weken nummer 1 werd de single in de Ultratop 50 naar nummer 2 gestoten door de single Jij bent de mooiste van Laura Lynn. De hitparade voerde echter enkele weken later een beleidswijziging door, waarna singles die verkocht waren als promotiemiddel voor evenementen of producten niet meer werden meegeteld. Dit betekende dat Lynn tien plaatsen daalde en Rood weer naar nummer 1 steeg. Na weer twee weken op 1 werd Borsato van de positie verdreven door Lief klein konijntje van Henkie.
In de Mega Top 50 steeg Rood in de 2e week door naar de eerste plaats alwaar het 11 weken bleef staan. In totaal stond het 36 weken genoteerd in deze hitlijst.
Na 24 weken verliet Rood de Top 40, maar in de Single Top 100 stond de single nog wekenlang in de top 10. Wanneer de Top 40 zoals vroeger louter uit verkoopgegevens had bestaan (en dus geen airplay had bevat), had de single een recordtijd van 28 weken in de top 10 gestaan (record is 26 weken).
In de Single Top 100 stond de plaat 45 weken genoteerd. Het is de op vijf na langstgenoteerde plaat ooit, en moet alleen de No One but You van B-Yentl (67 weken), Kabouterdans van Kabouter Plop (64 weken), Chasing Cars van Snow Patrol (58 weken), Last Christmas van Wham! (51 weken) en This is the Life van Amy MacDonald (51 weken) voor zich dulden. In Vlaanderen stond de single ook lang genoteerd. Het is inmiddels de langst genoteerde plaat ooit in de Ultra Top 50.

### Tracklist
1. Rood single version (Patrick Mühren edit) – 05:20
2. Rood anthem Symphonica in Rosso – 8:27

## Prijzen
- Beste single 2007 3FM

## Hitnoteringen

### Nederlandse Top 40
| Hitnotering: 06-05-2006 t/m 14-10-2006 | Hitnotering: 06-05-2006 t/m 14-10-2006 | Hitnotering: 06-05-2006 t/m 14-10-2006 | Hitnotering: 06-05-2006 t/m 14-10-2006 | Hitnotering: 06-05-2006 t/m 14-10-2006 | Hitnotering: 06-05-2006 t/m 14-10-2006 | Hitnotering: 06-05-2006 t/m 14-10-2006 | Hitnotering: 06-05-2006 t/m 14-10-2006 | Hitnotering: 06-05-2006 t/m 14-10-2006 | Hitnotering: 06-05-2006 t/m 14-10-2006 | Hitnotering: 06-05-2006 t/m 14-10-2006 | Hitnotering: 06-05-2006 t/m 14-10-2006 | Hitnotering: 06-05-2006 t/m 14-10-2006 | Hitnotering: 06-05-2006 t/m 14-10-2006 | Hitnotering: 06-05-2006 t/m 14-10-2006 | Hitnotering: 06-05-2006 t/m 14-10-2006 | Hitnotering: 06-05-2006 t/m 14-10-2006 | Hitnotering: 06-05-2006 t/m 14-10-2006 | Hitnotering: 06-05-2006 t/m 14-10-2006 | Hitnotering: 06-05-2006 t/m 14-10-2006 | Hitnotering: 06-05-2006 t/m 14-10-2006 | Hitnotering: 06-05-2006 t/m 14-10-2006 | Hitnotering: 06-05-2006 t/m 14-10-2006 | Hitnotering: 06-05-2006 t/m 14-10-2006 | Hitnotering: 06-05-2006 t/m 14-10-2006 | Hitnotering: 06-05-2006 t/m 14-10-2006 |
| Week:                                  | 1                                      | 2                                      | 3                                      | 4                                      | 5                                      | 6                                      | 7                                      | 8                                      | 9                                      | 10                                     | 11                                     | 12                                     | 13                                     | 14                                     | 15                                     | 16                                     | 17                                     | 18                                     | 19                                     | 20                                     | 21                                     | 22                                     | 23                                     | 24                                     |                                        |
| -------------------------------------- | -------------------------------------- | -------------------------------------- | -------------------------------------- | -------------------------------------- | -------------------------------------- | -------------------------------------- | -------------------------------------- | -------------------------------------- | -------------------------------------- | -------------------------------------- | -------------------------------------- | -------------------------------------- | -------------------------------------- | -------------------------------------- | -------------------------------------- | -------------------------------------- | -------------------------------------- | -------------------------------------- | -------------------------------------- | -------------------------------------- | -------------------------------------- | -------------------------------------- | -------------------------------------- | -------------------------------------- | -------------------------------------- |
| Positie:                               | 36                                     | 1                                      | 1                                      | 1                                      | 1                                      | 1                                      | 1                                      | 1                                      | 1                                      | 1                                      | 1                                      | 1                                      | 2                                      | 4                                      | 4                                      | 5                                      | 7                                      | 7                                      | 8                                      | 16                                     | 19                                     | 24                                     | 28                                     | 32                                     | uit                                    |

### Mega Top 50
| Hitnotering: 6-05-2006 t/m 13-01-2007 | Hitnotering: 6-05-2006 t/m 13-01-2007 | Hitnotering: 6-05-2006 t/m 13-01-2007 | Hitnotering: 6-05-2006 t/m 13-01-2007 | Hitnotering: 6-05-2006 t/m 13-01-2007 | Hitnotering: 6-05-2006 t/m 13-01-2007 | Hitnotering: 6-05-2006 t/m 13-01-2007 | Hitnotering: 6-05-2006 t/m 13-01-2007 | Hitnotering: 6-05-2006 t/m 13-01-2007 | Hitnotering: 6-05-2006 t/m 13-01-2007 | Hitnotering: 6-05-2006 t/m 13-01-2007 | Hitnotering: 6-05-2006 t/m 13-01-2007 | Hitnotering: 6-05-2006 t/m 13-01-2007 | Hitnotering: 6-05-2006 t/m 13-01-2007 | Hitnotering: 6-05-2006 t/m 13-01-2007 | Hitnotering: 6-05-2006 t/m 13-01-2007 | Hitnotering: 6-05-2006 t/m 13-01-2007 | Hitnotering: 6-05-2006 t/m 13-01-2007 | Hitnotering: 6-05-2006 t/m 13-01-2007 | Hitnotering: 6-05-2006 t/m 13-01-2007 | Hitnotering: 6-05-2006 t/m 13-01-2007 | Hitnotering: 6-05-2006 t/m 13-01-2007 | Hitnotering: 6-05-2006 t/m 13-01-2007 | Hitnotering: 6-05-2006 t/m 13-01-2007 | Hitnotering: 6-05-2006 t/m 13-01-2007 |
| Week:                                 | 1                                     | 2                                     | 3                                     | 4                                     | 5                                     | 6                                     | 7                                     | 8                                     | 9                                     | 10                                    | 11                                    | 12                                    | 13                                    | 14                                    | 15                                    | 16                                    | 17                                    | 18                                    | 19                                    | 20                                    | 21                                    | 22                                    | 23                                    | 24                                    |
| ------------------------------------- | ------------------------------------- | ------------------------------------- | ------------------------------------- | ------------------------------------- | ------------------------------------- | ------------------------------------- | ------------------------------------- | ------------------------------------- | ------------------------------------- | ------------------------------------- | ------------------------------------- | ------------------------------------- | ------------------------------------- | ------------------------------------- | ------------------------------------- | ------------------------------------- | ------------------------------------- | ------------------------------------- | ------------------------------------- | ------------------------------------- | ------------------------------------- | ------------------------------------- | ------------------------------------- | ------------------------------------- |
| Positie:                              | 16                                    | 1                                     | 1                                     | 1                                     | 1                                     | 1                                     | 1                                     | 1                                     | 1                                     | 1                                     | 1                                     | 1                                     | 3                                     | 3                                     | 3                                     | 4                                     | 5                                     | 8                                     | 9                                     | 11                                    | 13                                    | 16                                    | 17                                    | 19                                    |
| Week:                                 | 25                                    | 26                                    | 27                                    | 28                                    | 29                                    | 30                                    | 31                                    | 32                                    | 33                                    | 34                                    | 35                                    | 36                                    |                                       |                                       |                                       |                                       |                                       |                                       |                                       |                                       |                                       |                                       |                                       |                                       |
| Positie:                              | 22                                    | 27                                    | 18                                    | 15                                    | 14                                    | 16                                    | 19                                    | 35                                    | 38                                    | 40                                    | 41                                    | 44                                    | uit                                   |                                       |                                       |                                       |                                       |                                       |                                       |                                       |                                       |                                       |                                       |                                       |

### NederlandseSingle Top 100
| Hitnotering: 13-05-2006 t/m 17-03-2007 | Hitnotering: 13-05-2006 t/m 17-03-2007 | Hitnotering: 13-05-2006 t/m 17-03-2007 | Hitnotering: 13-05-2006 t/m 17-03-2007 | Hitnotering: 13-05-2006 t/m 17-03-2007 | Hitnotering: 13-05-2006 t/m 17-03-2007 | Hitnotering: 13-05-2006 t/m 17-03-2007 | Hitnotering: 13-05-2006 t/m 17-03-2007 | Hitnotering: 13-05-2006 t/m 17-03-2007 | Hitnotering: 13-05-2006 t/m 17-03-2007 | Hitnotering: 13-05-2006 t/m 17-03-2007 | Hitnotering: 13-05-2006 t/m 17-03-2007 | Hitnotering: 13-05-2006 t/m 17-03-2007 | Hitnotering: 13-05-2006 t/m 17-03-2007 | Hitnotering: 13-05-2006 t/m 17-03-2007 | Hitnotering: 13-05-2006 t/m 17-03-2007 | Hitnotering: 13-05-2006 t/m 17-03-2007 | Hitnotering: 13-05-2006 t/m 17-03-2007 | Hitnotering: 13-05-2006 t/m 17-03-2007 | Hitnotering: 13-05-2006 t/m 17-03-2007 | Hitnotering: 13-05-2006 t/m 17-03-2007 | Hitnotering: 13-05-2006 t/m 17-03-2007 | Hitnotering: 13-05-2006 t/m 17-03-2007 | Hitnotering: 13-05-2006 t/m 17-03-2007 |
| Week:                                  | 1                                      | 2                                      | 3                                      | 4                                      | 5                                      | 6                                      | 7                                      | 8                                      | 9                                      | 10                                     | 11                                     | 12                                     | 13                                     | 14                                     | 15                                     | 16                                     | 17                                     | 18                                     | 19                                     | 20                                     | 21                                     | 22                                     | 23                                     |
| -------------------------------------- | -------------------------------------- | -------------------------------------- | -------------------------------------- | -------------------------------------- | -------------------------------------- | -------------------------------------- | -------------------------------------- | -------------------------------------- | -------------------------------------- | -------------------------------------- | -------------------------------------- | -------------------------------------- | -------------------------------------- | -------------------------------------- | -------------------------------------- | -------------------------------------- | -------------------------------------- | -------------------------------------- | -------------------------------------- | -------------------------------------- | -------------------------------------- | -------------------------------------- | -------------------------------------- |
| Positie:                               | 1                                      | 1                                      | 1                                      | 1                                      | 1                                      | 1                                      | 1                                      | 1                                      | 1                                      | 1                                      | 1                                      | 2                                      | 2                                      | 2                                      | 3                                      | 3                                      | 4                                      | 6                                      | 8                                      | 8                                      | 9                                      | 7                                      | 5                                      |
| Week:                                  | 24                                     | 25                                     | 26                                     | 27                                     | 28                                     | 29                                     | 30                                     | 31                                     | 32                                     | 33                                     | 34                                     | 35                                     | 36                                     | 37                                     | 38                                     | 39                                     | 40                                     | 41                                     | 42                                     | 43                                     | 44                                     | 45                                     |                                        |
| Positie:                               | 5                                      | 4                                      | 3                                      | 5                                      | 7                                      | 14                                     | 13                                     | 12                                     | 14                                     | 25                                     | 16                                     | 8                                      | 14                                     | 17                                     | 30                                     | 30                                     | 39                                     | 48                                     | 70                                     | 68                                     | 71                                     | 78                                     | uit                                    |

### VlaamseUltratop 50
| Hitnotering: 13-05-2006 t/m 24-03-2007 | Hitnotering: 13-05-2006 t/m 24-03-2007 | Hitnotering: 13-05-2006 t/m 24-03-2007 | Hitnotering: 13-05-2006 t/m 24-03-2007 | Hitnotering: 13-05-2006 t/m 24-03-2007 | Hitnotering: 13-05-2006 t/m 24-03-2007 | Hitnotering: 13-05-2006 t/m 24-03-2007 | Hitnotering: 13-05-2006 t/m 24-03-2007 | Hitnotering: 13-05-2006 t/m 24-03-2007 | Hitnotering: 13-05-2006 t/m 24-03-2007 | Hitnotering: 13-05-2006 t/m 24-03-2007 | Hitnotering: 13-05-2006 t/m 24-03-2007 | Hitnotering: 13-05-2006 t/m 24-03-2007 | Hitnotering: 13-05-2006 t/m 24-03-2007 | Hitnotering: 13-05-2006 t/m 24-03-2007 | Hitnotering: 13-05-2006 t/m 24-03-2007 | Hitnotering: 13-05-2006 t/m 24-03-2007 | Hitnotering: 13-05-2006 t/m 24-03-2007 | Hitnotering: 13-05-2006 t/m 24-03-2007 | Hitnotering: 13-05-2006 t/m 24-03-2007 | Hitnotering: 13-05-2006 t/m 24-03-2007 | Hitnotering: 13-05-2006 t/m 24-03-2007 | Hitnotering: 13-05-2006 t/m 24-03-2007 | Hitnotering: 13-05-2006 t/m 24-03-2007 | Hitnotering: 13-05-2006 t/m 24-03-2007 |
| Week:                                  | 1                                      | 2                                      | 3                                      | 4                                      | 5                                      | 6                                      | 7                                      | 8                                      | 9                                      | 10                                     | 11                                     | 12                                     | 13                                     | 14                                     | 15                                     | 16                                     | 17                                     | 18                                     | 19                                     | 20                                     | 21                                     | 22                                     | 23                                     | 24                                     |
| -------------------------------------- | -------------------------------------- | -------------------------------------- | -------------------------------------- | -------------------------------------- | -------------------------------------- | -------------------------------------- | -------------------------------------- | -------------------------------------- | -------------------------------------- | -------------------------------------- | -------------------------------------- | -------------------------------------- | -------------------------------------- | -------------------------------------- | -------------------------------------- | -------------------------------------- | -------------------------------------- | -------------------------------------- | -------------------------------------- | -------------------------------------- | -------------------------------------- | -------------------------------------- | -------------------------------------- | -------------------------------------- |
| Positie:                               | 15                                     | 1                                      | 1                                      | 1                                      | 1                                      | 1                                      | 1                                      | 1                                      | 2                                      | 2                                      | 2                                      | 1                                      | 1                                      | 2                                      | 2                                      | 2                                      | 2                                      | 2                                      | 3                                      | 6                                      | 9                                      | 10                                     | 11                                     | 11                                     |
| Week:                                  | 25                                     | 26                                     | 27                                     | 28                                     | 29                                     | 30                                     | 31                                     | 32                                     | 33                                     | 34                                     | 35                                     | 36                                     | 37                                     | 38                                     | 39                                     | 40                                     | 41                                     | 42                                     | 43                                     | 44                                     | 45                                     | 46                                     |                                        |                                        |
| Positie:                               | 14                                     | 14                                     | 20                                     | 21                                     | 23                                     | 33                                     | 33                                     | 30                                     | 29                                     | 35                                     | 32                                     | 29                                     | 22                                     | 28                                     | 36                                     | 33                                     | 35                                     | 29                                     | 27                                     | 28                                     | 30                                     | 44                                     | uit                                    |                                        |

### VlaamseRadio 2 Top 30
| Hitnotering: 13-05-2006 t/m 23-12-2006 | Hitnotering: 13-05-2006 t/m 23-12-2006 | Hitnotering: 13-05-2006 t/m 23-12-2006 | Hitnotering: 13-05-2006 t/m 23-12-2006 | Hitnotering: 13-05-2006 t/m 23-12-2006 | Hitnotering: 13-05-2006 t/m 23-12-2006 | Hitnotering: 13-05-2006 t/m 23-12-2006 | Hitnotering: 13-05-2006 t/m 23-12-2006 | Hitnotering: 13-05-2006 t/m 23-12-2006 | Hitnotering: 13-05-2006 t/m 23-12-2006 | Hitnotering: 13-05-2006 t/m 23-12-2006 | Hitnotering: 13-05-2006 t/m 23-12-2006 | Hitnotering: 13-05-2006 t/m 23-12-2006 | Hitnotering: 13-05-2006 t/m 23-12-2006 | Hitnotering: 13-05-2006 t/m 23-12-2006 | Hitnotering: 13-05-2006 t/m 23-12-2006 | Hitnotering: 13-05-2006 t/m 23-12-2006 | Hitnotering: 13-05-2006 t/m 23-12-2006 |
| Week:                                  | 1                                      | 2                                      | 3                                      | 4                                      | 5                                      | 6                                      | 7                                      | 8                                      | 9                                      | 10                                     | 11                                     | 12                                     | 13                                     | 14                                     | 15                                     | 16                                     | 17                                     |
| -------------------------------------- | -------------------------------------- | -------------------------------------- | -------------------------------------- | -------------------------------------- | -------------------------------------- | -------------------------------------- | -------------------------------------- | -------------------------------------- | -------------------------------------- | -------------------------------------- | -------------------------------------- | -------------------------------------- | -------------------------------------- | -------------------------------------- | -------------------------------------- | -------------------------------------- | -------------------------------------- |
| Positie:                               | 12                                     | 1                                      | 1                                      | 1                                      | 1                                      | 1                                      | 1                                      | 1                                      | 1                                      | 1                                      | 1                                      | 1                                      | 1                                      | 1                                      | 1                                      | 1                                      | 1                                      |
| Week:                                  | 18                                     | 19                                     | 20                                     | 21                                     | 22                                     | 23                                     | 24                                     | 25                                     | 26                                     | 27                                     | 28                                     | 29                                     | 30                                     | 31                                     | 32                                     | 33                                     |                                        |
| Positie:                               | 1                                      | 2                                      | 2                                      | 3                                      | 5                                      | 6                                      | 6                                      | 9                                      | 9                                      | 10                                     | 11                                     | 11                                     | 17                                     | 19                                     | 19                                     | 18                                     | uit                                    |

### NPO Radio 2 Top 2000
| Nummer met noteringen in de NPO Radio 2 Top 2000 | '06 | '07 | '08 | '09 | '10 | '11 | '12 | '13 | '14 | '15 | '16 | '17 | '18 | '19 | '20 | '21  | '22  | '23  | '24 |
| ------------------------------------------------ | --- | --- | --- | --- | --- | --- | --- | --- | --- | --- | --- | --- | --- | --- | --- | ---- | ---- | ---- | --- |
| Rood                                             | 17  | 30  | 73  | 79  | 133 | 187 | 263 | 342 | 374 | 323 | 527 | 653 | 544 | 498 | 790 | 1005 | 1456 | 1077 | 989 |

1. ↑  Een vetgedrukt getal geeft de hoogste notering aan.
2. ↑  2006 was het eerste jaar met een notering voor dit nummer.

### JOE FM Hitarchief Top 2000
| Rood    | Rood | Rood | Rood | Rood |
| Jaar    | 2009 | 2010 | 2011 | 2012 |
| ------- | ---- | ---- | ---- | ---- |
| Positie | 38   | 81   | 98   | 118  |